# Lessac

Lessac este o comună în departamentul Charente, Franța. În 1 ianuarie 2022 avea o populație de 534 de locuitori.